# Rida al-Tubuly
Rida Ahmed al-Tubuly (en arabe : رضا الطبولي Riḍā aṭ-Ṭubūlī, née en 1967, aussi Reda, Al-Tubuly, Al Tubuly, al-Tabuly) est une pharmacologue et activiste libyenne. 
Elle enseigne la pharmacologie à l'université de Tripoli. Elle est une militante pour l'égalité et a fait campagne pour mettre en œuvre la résolution 1325 du Conseil de sécurité des Nations unies. 
Elle fait partie de la liste BBC des 100 femmes 2019.

## Biographie

### Famille et formation
Al-Tubuly est confrontée à la discrimination fondée sur le sexe pour la première fois à l'âge de cinq ans, lorsqu'elle n'est pas autorisée à accompagner ses frères à jouer en extérieur. 
Elle étudie à l'Université de Varsovie et obtient une maîtrise en 1987. Elle s'installe au Royaume-Uni pour ses études supérieures et obtient un doctorat en pharmacologie à l'Imperial College London en 1997 et une maîtrise en droit international des droits de l'homme à l'université de l'Essex.

### Travaux de recherche
En plus d'être professeur de pharmacologie à l'Université de Tripoli, Al-Tubuly est responsable de l'enregistrement des médicaments au ministère libyen de la Santé, . À ce titre, elle agit en tant que médiatrice entre l'Organisation mondiale de la santé et la Libye.

### Activisme social
Al-Tubuly crée en 2011 le mouvement Maan Nabneeha Movement - Together We Build It (TWBI), organisation à but non lucratif qui cherche à impliquer les jeunes et les femmes dans la politique. Elle crée le réseau 1325, un collectif d'organisations de la société civile qui cherche à mettre en œuvre la résolution 1325 du Conseil de sécurité des Nations unies, une résolution axée sur les femmes, la paix et la sécurité. Elle co-écrit le premier rapport civil sur la résolution 1325 du Conseil de sécurité des Nations unies lancée à New York en 2014,. TWBI a également créé la base de données sur les femmes libyennes, un réseau de femmes professionnelles à travers la Libye,.
À partir de 2012, al-Tubuly s'efforce de donner une autonomie aux femmes dans le processus démocratique Elle encourage les femmes à s'impliquer davantage dans la prise de décision et à les soutenir dans leur candidature. Elle demande pourquoi les Nations unies n'ont pas impliqué les femmes libyennes dans les pourparlers de paix, alors que les femmes ont considérablement souffert pendant la guerre Elle discute de l'impact de la guerre sur la liberté de mouvement des femmes et des filles et sur l'accès à l'éducation. Elle pense qu'il devrait y avoir une interdiction totale du commerce des armes avec la Libye. Al-Tubuly fournit des preuves au Conseil des droits de l'homme des Nations unies sur les droits des femmes en Libye.
Elle est experte pour le Conseil de l'Europe
Elle fait partie de la liste BBC des 100 femmes 2019.

## Publications sélectionnées
Al-Tubuly est l'auteur de nombreuses publications, dont :
- al-Tubuly, « Angiotensin II receptor expression and inhibition in the chronically hypoxic rat lung », British Journal of Pharmacology, vol. 119, no 6,‎ 1996, p. 1217–1222 (PMID 8937726, PMCID 1915911, DOI 10.1111/j.1476-5381.1996.tb16025.x)
- al-Tubuly, « The regulation of pulmonary vascular tone », British Journal of Pharmacology, vol. 42, no 1,‎ 1996, p. 127–131 (PMID 8807153, PMCID 2042648, DOI 10.1046/j.1365-2125.1996.37117.x)
- al-Tubuly, « Effects of Retama raetam (Forssk.) Webb & Berthel.(Fabaceae) on the central nervous system in experimental animals », Arch. Biol. Sci., Belgrade, vol. 63, no 4,‎ 2011, p. 1015–1021 (DOI 10.2298/ABS1104015A)